# Lü Ji
Lü Ji (吕紀T, 吕纪S, Lǚ JìP, zi: 廷振T, TíngzhènP, hao: 樂愚T, LèyúP; Ningbo, 1477 – ...) è stato un pittore cinese.
Fu inizialmente un allievo del maestro della pittura uccelli e fiori Bian Jingzhao. Ebbe peraltro l'occasione di copiare molti dipinti d'epoca Tang e Song nella residenza del fisionomista imperiale Yuan Zhongche. A corte il suo maestro fu Lin Liang. Seguì lo stile dei maestri anteriori, fra cui Ma Yuan e Xia Gui, per poi formare uno stile tutto suo, dato dall'unione delle tecniche del "tratto di pennello raffinato" e delle "idee abbozzate". Realizzava scene emotive, tramite pennellate vigorose, ricche di luminosità, calore e fermezza. Le sue opere, ammirate anche dall'imperatore, erano talmente richieste che dovette essere coadiuvato per terminare in tempo le numerose commissioni imperiali. Sotto l'imperatore Hongzhi divenne un famoso pittore di corte e gli venne assegnata una sinecura nella guardia del corpo imperiale. La sua pittura uccelli e fiori non solo influenzò quella contemporanea, seguente e Qing, ma si diffuse anche in Giappone. Fra i dipinti che portano il suo nome si ritrovano sue opere proprie, imitazioni e pittori firmati col suo nome.